# Ле-Мер

Мапа протоки Ле-Мер

Ле-Мер (фр. Le Maire) — протока між островом Естадос та східним краєм острова Вогняна Земля. З'єднує Атлантичний океан з протокою Дрейка.
Названий на честь голландського мореплавця Якоба Лемера, який 1615 року відкрив його.
Ширина приблизно 30 км, глибина від 84 до 98 м, а в окремих зниженнях дна — до 131 м.
Береги високі, гористі, сильно порізані.
Припливи правильні півдобові висотою до 1,7 м. Швидкість припливних течій в окремих місцях сягає 15—19 км/год.[джерело?]
| Земля | Це незавершена стаття з географії. Ви можете допомогти проєкту, виправивши або дописавши її. |